# Jacksonville-i nemzetközi repülőtér
A Jacksonville-i nemzetközi repülőtér (IATA: JAX, ICAO: KJAX) az Amerikai Egyesült Államok egyik nemzetközi repülőtere, amely Jacksonville közelében található Florida államban. Éves utasforgalma 6 574 903 fő (2022).

## Futópályák
A repülőtér futópályái:
- 08/26 (10 000 ft, 150 ft, beton)
- 14/32 (7701 ft, 150 ft, beton)

## Forgalom
Az utasforgalom az elmúlt években az alábbi módon változott:
| Utasok száma | 4 662 361 | 5 084 994 | 4 949 115 | 5 946 188 | 5 605 934 | 5 222 125 | 5 501 889 | 5 563 303 | 2 842 711 | 7 446 084 |
|              | 1998      | 2001      | 2004      | 2006      | 2009      | 2012      | 2015      | 2017      | 2020      | 2023      |

## Légitársaságok és úticélok
2024-ben a Jacksonville nemzetközi repülőtérről az alábbi járatok indulnak:
| Légitársaság         | Célállomások | Refs   |
| -------------------- | --- | ------ |
| Allegiant Air        | Cincinnati, Harrisburg (kezdődik 2024. június 14-től), Indianapolis, Knoxville (kezdődik 2024. június 14-től), Nashville, Pittsburgh, Washington–Dulles Szezonális: Belleville/St. Louis, Columbus–Rickenbacker, Flint, Grand Rapids, Norfolk | [ 3 ]  |
| American Airlines    | Charlotte, Chicago–O'Hare, Dallas/Fort Worth, Miami, Philadelphia, Phoenix–Sky Harbor, Washington–National | [ 5 ]  |
| American Eagle       | Charlotte, Chicago–O'Hare, Miami, Philadelphia, Washington–National | [ 5 ]  |
| Breeze Airways       | Hartford, Las Vegas, New Orleans, Norfolk, Providence Szezonális: Columbus–Glenn, Los Angeles, Pittsburgh, Raleigh/Durham, Richmond, San Diego (kezdődik 2024. május 1-től), White Plains (újrakezdődik 2024. június 22-től)                  | [ 9 ]  |
| Delta Air Lines      | Atlanta, Boston, Detroit, Minneapolis/St. Paul | [ 10 ] |
| Delta Connection     | Boston, New York–JFK, New York–LaGuardia | [ 10 ] |
| Frontier Airlines    | Cleveland (kezdődik 2024. május 22-től), Dallas/Fort Worth, Philadelphia, San Juan Szezonális: Denver | [ 13 ] |
| JetBlue              | Boston, Fort Lauderdale, New York–JFK | [ 15 ] |
| Southwest Airlines   | Atlanta, Baltimore, Chicago–Midway, Denver, Houston–Hobby, Nashville, St. Louis Szezonális: Austin, Dallas–Love, Washington–National | [ 18 ] |
| Sun Country Airlines | Szezonális: Minneapolis/St. Paul |        |
| United Airlines      | Chicago–O'Hare, Denver, Houston–Intercontinental, Newark, Washington–Dulles | [ 20 ] |
| United Express       | Chicago–O'Hare, Denver, Houston–Intercontinental, Newark, Washington–Dulles | [ 20 ] |

### Cargo
| Légitársaság          | Célállomások                                              |
| --------------------- | --------------------------------------------------------- |
| FedEx                 | Fort Lauderdale, Greensboro, Indianapolis, Memphis, Tampa |
| United Parcel Service | Albany (GA), Louisville, Miami, San Juan                  |